# Severovýchodní země
Severovýchodní země (norsky Nordaustlandet) je ostrov v Severním ledovém oceánu, který patří k norskému zámořskému území Špicberky. Má rozlohu 14 443 km², je druhým největším ostrovem špicberského souostroví a padesátým osmým největším ostrovem světa. Leží severovýchodně od Západního Špicberku, od něhož je oddělen průlivem Hinlopenstretet, měřícím v nejužším místě deset kilometrů.
Pobřeží je členité, největším zálivem je Wahlenbergfjorden v západní části ostrova. Vládne zde polární podnebí: 11 000 km² je trvale zaledněno (největšími ledovci jsou Austfonna a Vestfonna), zbytek pokrývá tundra. Žijí zde sobi a mroži, vegetaci tvoří převážně lišejník. Celý ostrov je chráněn jako součást přírodní rezervace Nordaust-Svalbard.
Severovýchodní země byla objevena anglickými velrybáři v roce 1617. Je bez stálého lidského osídlení, i když v lokalitě Kinnvika fungovala během Mezinárodního geofyzikálního roku výzkumná stanice.